# 天主教威爾明頓教區
天主教威爾明頓教區（拉丁語：Diocesis Wilmingtoniensis）是美國一個羅馬天主教教區，屬巴爾的摩總教區。成立於1868年3月3日。
範圍包括特拉華州全州，以及馬里蘭州東部，教座位於特拉華州最大城市威爾明頓。2010年有教友238,375人（佔轄區人口18.1%）、57個堂區、206名司鐸。現任教區主教為威廉·方濟·馬羅利。